# Instituto Brasileiro de Atuária
Se procura uma área importante para as aves, ou IBA, veja IBA.
Instituto Brasileiro de Atuária (IBA) é uma instituição sem fins lucrativos, sediada na cidade do Rio de Janeiro, que congrega os profissionais de Ciências Atuariais do Brasil e incentiva pesquisas na área.

## Estrutura
O Instituto é organizado com presidência e vice-presidências, além de seis diretorias: de Seguros, Previdência Aberta e Capitalização, de Saúde, de Previdência Complementar Fechada, Social e de Estados e Municípios, de Publicações, de Secretariado e de Tesouraria. Há ainda Comissões Técnicas, que coordenam trabalhos e desenvolvem suas áreas de atuação.
Por ser o órgão representante dos atuários o IBA possui representantes na Agência Nacional de Saúde Suplementar, Superintendência de Seguros Privados, Secretaria de Previdência Complementar, Secretaria de Previdência Social, Comissão de Valores Mobiliários e na Associação Atuarial Internacional, que é o órgão que congrega os atuários do mundo.

## História
O IBA foi fundado em 1944, três anos após a primeira edição  da Revista Brasileira de Atuária e da criação da profissão de atuário pelo presidente Getúlio Vargas. Na sua fundação, o IBA possuía 44 pessoas físicas (MIBAs) e 22 pessoas jurídicas (CIBAs) filiadas.
A reunião de fundação do IBA foi aberta pelo engenheiro João Carlos Vidal, então presidente do Instituto de Resseguros do Brasil e presidida por Abrahão Izecksohn, também engenheiro e professor. Nesta reunião foi designado professor Lino Leal de Sá para ser o primeiro presidente do Instituto. Em virtude do apoio à fundação do IBA, o IRB recebeu a honraria de se tornar o Sócio Benemérito número 1 da entidade.
Durante os primeiros anos de existência da entidade, não era exigido que os seus membros fossem atuários por formação, até pela precária formação de profissionais da área no país. Em virtude disso, muitos dos primeiros sócios eram engenheiros, estatísticos e contadores por formação, que trabalhavam no mercado de seguros.
O atuário da Bradesco Seguros, João José de Souza Mendes, quando presidente do IBA, na década de 1980, conseguiu que sua companhia doasse as salas que hoje compõem a sede do Instituto.
Desde 2005, por exigência da AAI, passou a realizar provas seletivas para os novos formandos.

## Presidentes
- Lino Leal de Sá Pereira (1944-1946)
- Plinio Reis de Cantahede Almeida (1946-1948)
- René Célestin Scholastique (1948-1950)
- Gastão Quartin Pinto de Moura (1950-1952)
- Paulo Leopoldo Pereira da Câmara (1952-1956)
- Gastão Quartin Pinto de Moura (1956-1858)
- Renê Celestin Scholastique (1858-1962)
- Carlos Augusto Leal Jourdan (1962-1964)
- João José de Souza Mendes (1964-1966)
- Gilberto Lyra da Silva (1966-1968)
- Mário Trindade (1968-1972)
- José Américo Peon de Sá (1972-1974)
- Rio Nogueira (1974-1978)
- Gastão Guartin Pinto de Moura (1978-1980)
- Hilton Van Der Linden (1980-1982)
- João José de Souza Mendes (1982-1986)
- Edmund Alves Abib (1986-1988)
- José Roberto Santos Montello (1988-1992)
- Sérgio Aureliano Machado da Silva (1992-1994)
- Roberto Westenberger (1994-1996)
- Newton Cezar Conde (1996-1998)
- Luiz Ernesto Both (1998-2002)
- Sergio Aureliano Machado da Silva (2002-2004)
- Luiz Alberto Garcia Alvernaz (2004-2006)
- Daniela Rezende Furtado de Mendonça (2006-2008)
- Natalie Haanwinckel Hurtado (2008-2010)
- Luiz Ernesto Both (2010-2012)
- Flávio Vieira Machado da Cunha Castro (2012-2014)
- Flávio Vieira Machado da Cunha Castro (2014-2016)
- Flávio Vieira Machado da Cunha Castro / Luciana da Silva Bastos (2016-2018)
- Leticia de Oliveira Doherty (2018-2020)
- Leticia de Oliveira Doherty (2020-2022)